# Ӈ

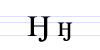
La lettera cirillica Ӈ nelle sue versioni maiuscola e minuscola

La Ӈ, minuscolo ӈ, detta anche enne con uncino è una lettera dell'alfabeto cirillico. Viene usata generalmente in alcune lingue non slave come in even, evenki, hanti, mansi, nenec e in sami di Kildin per rappresentare la consonante velare nasale /ŋ/.